# Aspalathus stenophylla
Aspalathus stenophylla är en ärtväxtart som beskrevs av Christian Friedrich Frederik Ecklon och Carl Ludwig Philipp Zeyher. Aspalathus stenophylla ingår i släktet Aspalathus och familjen ärtväxter.

## Underarter
Arten delas in i följande underarter:
- A. s. colorata
- A. s. garciana
- A. s. stenophylla